# Jagdstaffel 51
Jagdstaffel Nr. 51 – Königlich Preußische Jagdstaffel Nr. 51 – Jasta 51 – jednostka Luftstreitkräfte z okresu I wojny światowej.

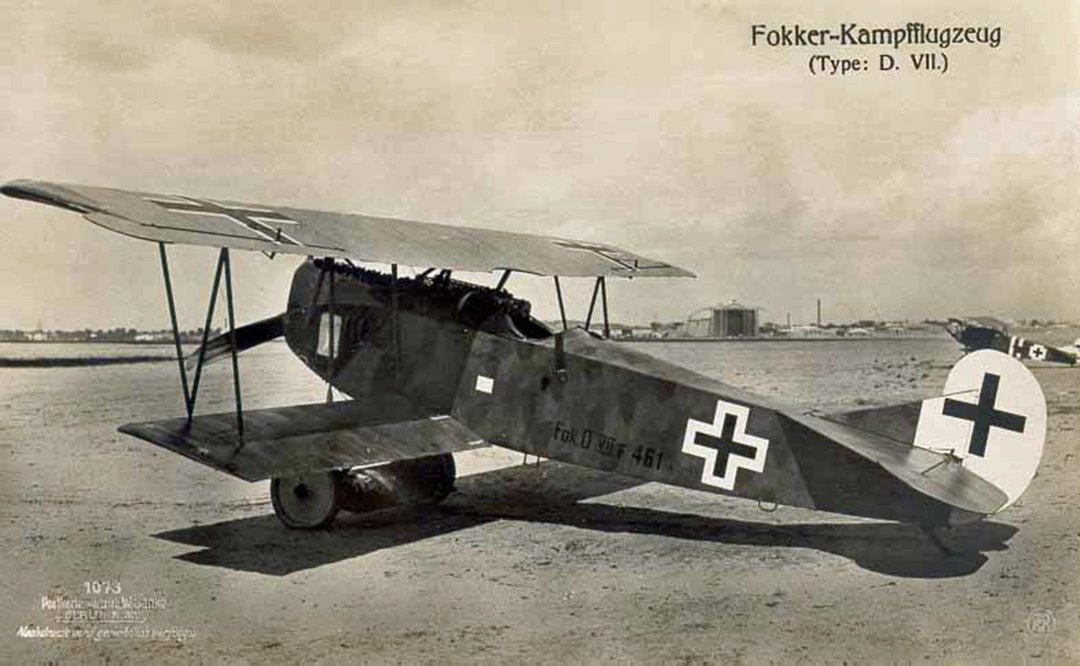
Samolot Fokker D.VII

## Informacje ogólne
Jednostka została utworzona w 27 grudnia 1917 roku, organizację eskadry powierzono przybyłemu z Fliegerabteilung 24 porucznikowi Hansowi Gandert.
Zdolność bojową eskadra osiągnęła 9 stycznia i została przydzielona do Jagdgruppe 3. 1 lutego została ulokowana na lotnisku w Jabbeke razem z Jagdstaffel 28. Pierwsze zwycięstwo jednostka odniosła 14 marca. 29 września dowódca eskadry został zestrzelony i dostał się do niewoli. Na jego miejsce został przeniesiony z Jagdstaffel 20 porucznik Karl Plauth, mający wówczas na koncie 10 zwycięstw powietrznych. Jednostką dowodził do końca działań wojennych uzyskując jeszcze 7 zwycięstw.
Piloci eskadry latali głównie na samolotach Fokker D.VII oraz Pfalz D.III
Jasta 51 w całym okresie wojny odniosła 24 zwycięstw. W okresie od stycznia do listopada 1918 roku jej straty wynosiły 12 zabitych w walce, 3 rannych i dwóch w niewoli.
Łącznie w jednostce służyło przeszło ponad 3 asów myśliwskich m.in.:
Karl Plauth (7), Hans Gandert (6), Hans Bowski.

## Dowódcy Eskadry
| Stopień   | Nazwisko     | Okres                   |
| --------- | ------------ | ----------------------- |
| Porucznik | Hans Gandert | 27.12.1917 – 29.09.1918 |
| Porucznik | Karl Plauth  | 29.09.1918 – 11.11.1918 |